# جمهوری دوم فیلیپین
جمهوری دوم فیلیپین (تاگالوگ: Republika ng Pilipinas) یک دولت دست‌نشانده بود که در ۱۴ اکتبر ۱۹۴۳، در زمان تصرف فیلیپین توسط ژاپن ایجاد شد.